# Фултондейл
Фултондейл (англ. Fultondale) — місто (англ. city) в США, в окрузі Джефферсон штату Алабама. Населення — 9876 осіб (2020).

## Географія
Фултондейл розташований на північ від Міждержавного шосе I-65 за декілька хвилин від центру Бірмінгема за координатами 33°37′4″ пн. ш. 86°48′6″ зх. д. / 33.61778° пн. ш. 86.80167° зх. д. (33.617648, -86.801594).  За даними Бюро перепису населення США в 2010 році місто мало площу 31,59 км², уся площа — суходіл.

## Демографія
Згідно з переписом 2010 року, у місті мешкало 8380 осіб у 3504 домогосподарствах у складі 2269 родин. Густота населення становила 265 осіб/км².  Було 3758 помешкань (119/км²).
Расовий склад населення:
| - 75,1 % — білих - 16,6 % — чорних або афроамериканців - 1,0 % — азіатів - 0,4 % — корінних американців - 0,1 % — вихідців з тихоокеанських островів - 4,6 % — осіб інших рас |

До двох чи більше рас належало 2,0 %. Частка іспаномовних становила 10,8 % від усіх жителів.
За віковим діапазоном населення розподілялося таким чином: 23,1 % — особи молодші 18 років, 64,2 % — особи у віці 18—64 років, 12,7 % — особи у віці 65 років та старші. Медіана віку мешканця становила 34,5 року. На 100 осіб жіночої статі у місті припадало 92,6 чоловіків;  на 100 жінок у віці від 18 років та старших — 89,0 чоловіків також старших 18 років.
Середній дохід на одне домашнє господарство  становив 60 266 доларів США (медіана — 51 587), а середній дохід на одну сім'ю — 68 937 доларів (медіана — 67 118). Медіана доходів становила 40 597 доларів для чоловіків та 40 968 доларів для жінок. За межею бідності перебувало 14,0 % осіб, у тому числі 24,3 % дітей у віці до 18 років та 6,8 % осіб у віці 65 років та старших.
Цивільне працевлаштоване населення становило 4798 осіб. Основні галузі зайнятості: освіта, охорона здоров'я та соціальна допомога — 23,1 %, роздрібна торгівля — 12,1 %, будівництво — 9,5 %, мистецтво, розваги та відпочинок — 9,4 %.

## Історія
Фултондейл колись, на початку 1900-х років був шахтарським містечком. Статусу міста він набув в 1947 році, коли був сформований уряд з мера і п'яти членів міської ради. Зараз це одна з найбільш швидко зростаючих громад в окрузі Джефферсон.